# Bill Buchanan
Bill Buchanan er en fiktiv person fra tv-serien 24 Timer spillet af James Morrison.
Bill kommer med i 4 sæson og er med frem til 6. og medvirker også i 7. sæson.
Bill har både overtaget Divisionen efter Ryan Chappelle efter 3 sæson og været leder af CTU-afdelingen i Los Angeles.
| 24 Timer | Spire Denne artikel om tv-serien 24 Timer er en spire som bør udbygges. Du er velkommen til at hjælpe Wikipedia ved at udvide den. |